# The Whirlwind (film 1920)
The Whirlwind è un serial muto del 1920 diretto e sceneggiato da Joseph A. Golden. È l'ultimo film di cui Golden firma la regia. Il suo nome, come sceneggiatore, apparirà solo ancora una volta, nel 1924, in un film di Harry O. Hoyt.

## Trama

### Episodi del serial
1. The Trap
2. The Waters of Death
3. Blown Skyward
4. The Drop to Death
5. Over the Precipice
6. On the Brink
7. In Mid Air
8. A Fight for Life
9. Amid the Flames
10. The Human Bridge
11. Thrown Overboard
12. A Fight at Sea
13. In the Lion's Cage
14. A Life at Stake
15. The Missing Bride

## Produzione
Il film fu prodotto dall'Allgood Pictures Corporation. Venne girato in Florida e a New York, ad Ausable Chasm, Keeseville e nei Crystal Studios al 430 Claremont Parkway, nel Bronx.

## Distribuzione
Distribuito dalla Republic Distributing Corporation, il film uscì nelle sale cinematografiche USA in 15 episodi. Il primo di questi, The Trap, fu distribuito il 17 gennaio 1920.
Il film è andato presumibilmente perduto.